# SV Erle 08
SV Erle 08 is een Duitse voetbalclub uit Erle, een stadsdeel van Gelsenkirchen, Noordrijn-Westfalen.

## Geschiedenis
In 1907 werd BV Buer opgericht, een jaar later sloot deze zich bij het nieuwe Turnclub Buer-Erle aan. In 1911 werd deze fusie ongedaan gemaakt werd en werd de naam BV Buer-Erle 08 aangenomen. De club was aangesloten bij de West-Duitse voetbalbond en speelde tijdens de Eerste Wereldoorlog in de versnipperde Ruhrcompetitie. In 1919 werd de naam gewijzigd in Erler SV 08.
De club was actief in de hogere reeksen tot aan de Tweede Wereldoorlog. Na financiële problemen in 2009 trok de club zich terug uit de Bezirksliga en startte het volgende seizoen opnieuw in de Kreisliga. In 2015 promoveerde de club weer naar de Bezirksliga.